# China Zhi Gong Partij
China Zhi Gong partij (CZGP) (Chinees: 中國致公黨 / 中国致公党, Hanyu pinyin: Zhōngguó Zhìgōngdǎng, Partij voor Algemeen Belang van China) is een politieke partij in de Volksrepubliek China. De partij is opgericht op 10 oktober 1925. De partij heeft 48.000 leden. De leider is de voorzitter professor Wan Gang. Deze leider was de enige niet-communist in de staatsraad van China.